# Saint-Martin-en-Campagne
Saint-Martin-en-Campagne là một xã thuộc tỉnh Seine-Maritime trong vùng Normandie miền bắc nước Pháp.

### Huy hiệu
| Arms of Saint-Martin-en-Campagne | The arms of Saint-Martin-en-Campagne are blazoned: Gules, a sword, on a chapé argent a lion and an alerion gules, and on a chief azure, a seagull proper. |

## Dân số
| 1962                                            | 1968 | 1975 | 1982 | 1990 | 1999 | 2006 |
| ----------------------------------------------- | ---- | ---- | ---- | ---- | ---- | ---- |
| 484                                             | 544  | 562  | 833  | 1104 | 1000 | 1266 |
| Starting in 1962: Population without duplicates |      |      |      |      |      |      |